# Cap-roig
|  | Aquest article tracta sobre el peix de roca. Si cerqueu el cap de les Illes Balears, vegeu «Cap Roig». |

El cap-roig, també anomenat comunament rascassa o escórpora, amb variants locals com escórpora de cap roig, escórpora dels bruts, escórpora groga, escorpa, gallineta, polla d'alguer, rascla, rasclot, polla de mar o escórpora barbuda (Scorpaena scrofa) és un peix de la família dels escorpènids present a la Mediterrània (incloent-hi la costa de la Península Ibèrica i les Illes Balears) i a l'Atlàntic oriental (des del sud de les illes Britàniques -rar- fins al Senegal i el Gabon, incloent-hi les illes Açores, Madeira, les illes Canàries, São Tomé i Cap Verd).
És molt apreciada la seva carn. Com que és un peix molt espinós, però molt gustós, se sol preparar en suquets. També és molt habitual preparar-lo en pastís.
És capturada amb soltes, tresmalls, palangres i bous d'arrossegament. En cas de picada, la seva punxada pot ser molt dolorosa.

## Morfologia
Els exemplars més vells poden arribar als 50 cm de llargada (encara que la mida més freqüent és de 30) i 2.900 g de pes. Els seus trets diferencials són:
- Cos globós i voluminós.
- Coloració vermellosa o taronja tacada de marró i negre més o menys intensament.
- La regió cefàlica és mig cuirassada i plena d'espines.
- Làmines cutànies repartides per tot el cos, incloent-hi la part inferior de la mandíbula.
- 12 espines i 9 radis tous a l'aleta dorsal, i 3 espines i 5 radis tou a l'aleta anal.
- Les espines de l'aleta dorsal, així com les de les ganyes, són molt fortes, esmolades i disponen de glàndules verinoses en la base.[12][16]

## Ecologia
És una espècie d'aigua marina i salabrosa, demersal, no migratori i de clima subtropical (60°N-35°S, 26°W-36°E), el qual viu sobre fons de sorra, fang o roques entre els 20 i els 500 m de fondària (normalment, fins als 150), on passa força desapercebuda, tot esperant a l'aguait les seues preses.
És un peix sedentari, el qual no fa gaires desplaçaments. En sentir-se en perill, aixeca lentament les espines dorsals en senyal d'avís, i poc després, emprèn la fugida amb un cop de cua. Es nodreix de peixos, crustacis i mol·luscs. L'aparellament ocorre entre els mesos de maig i agost.

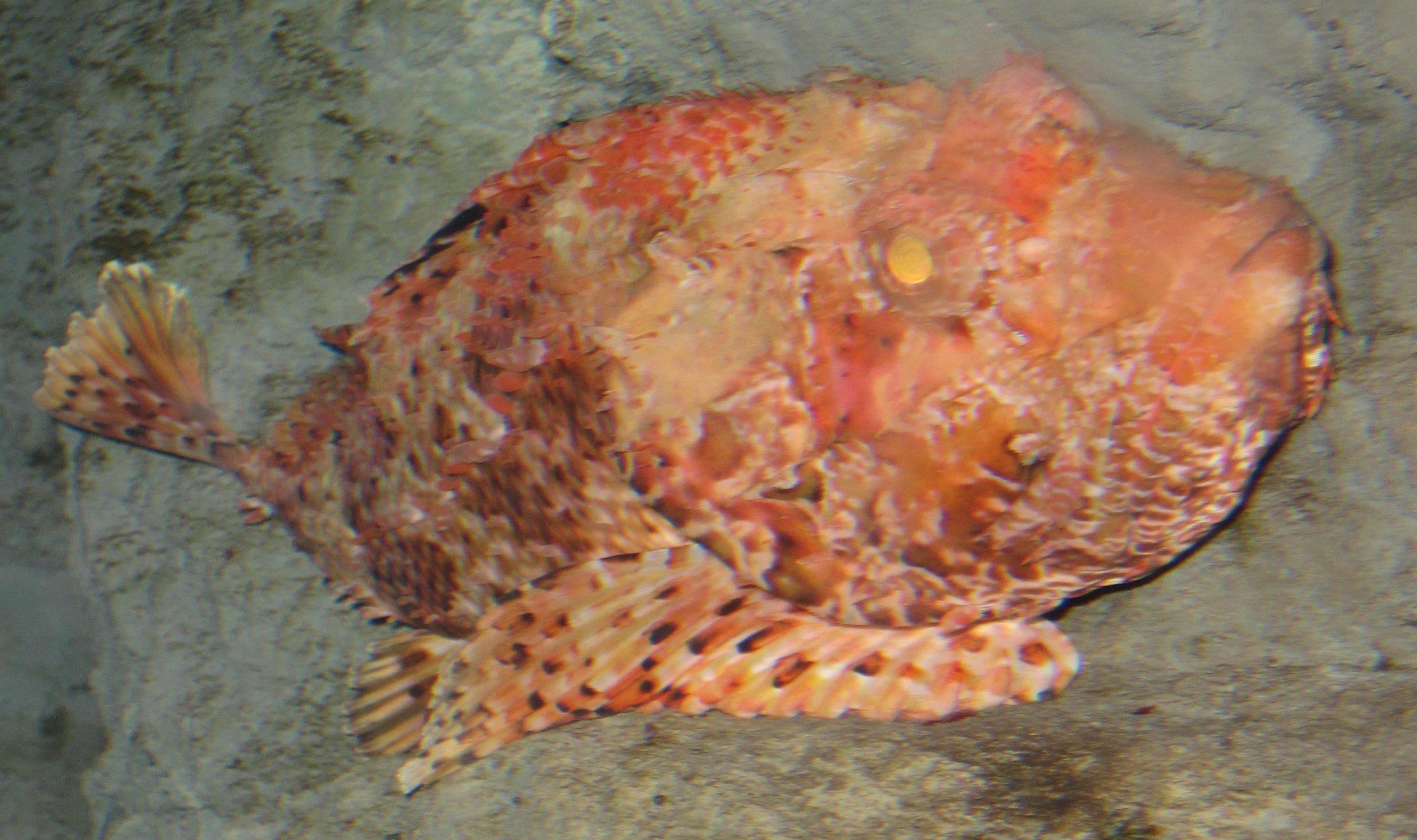
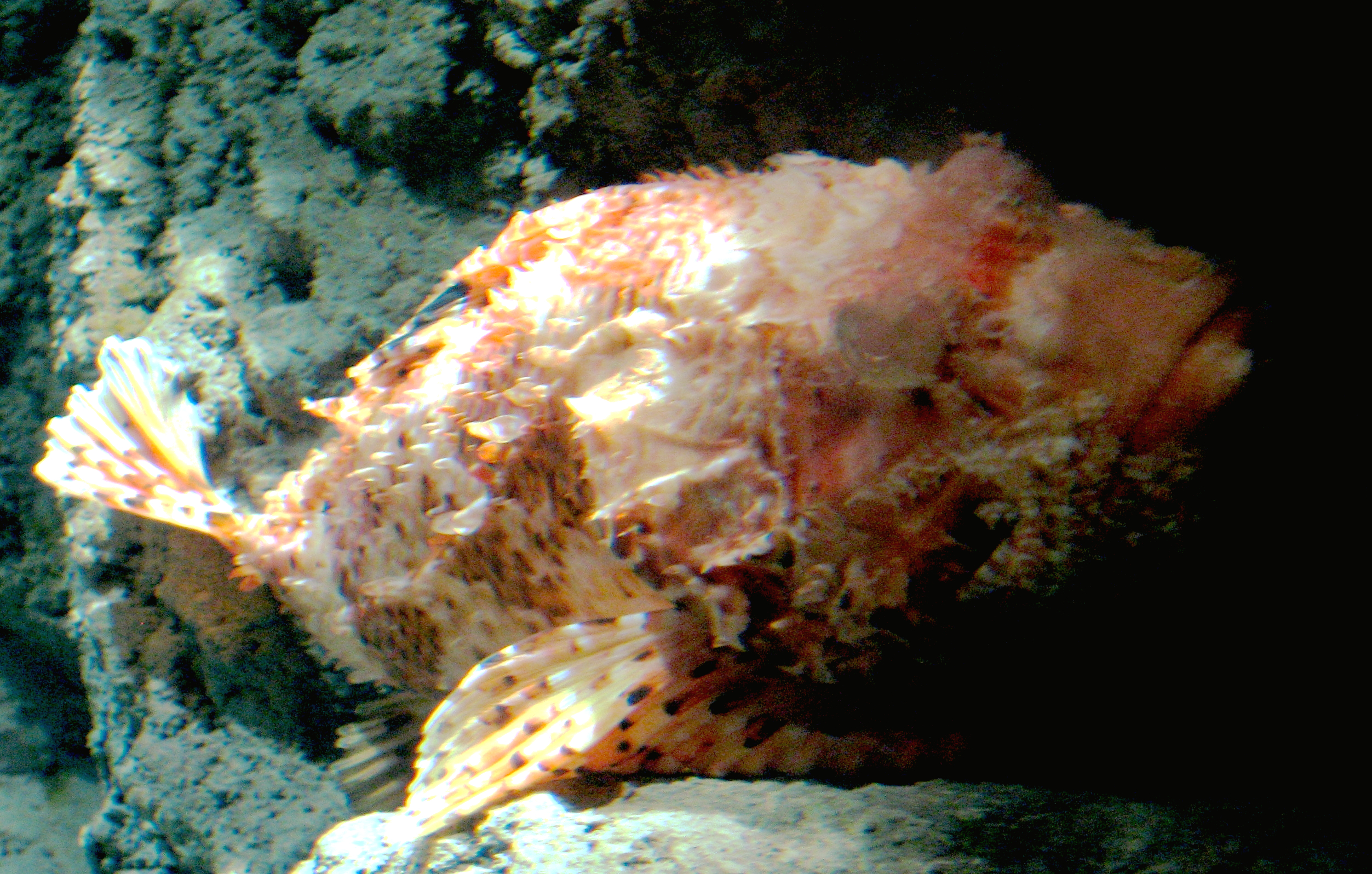
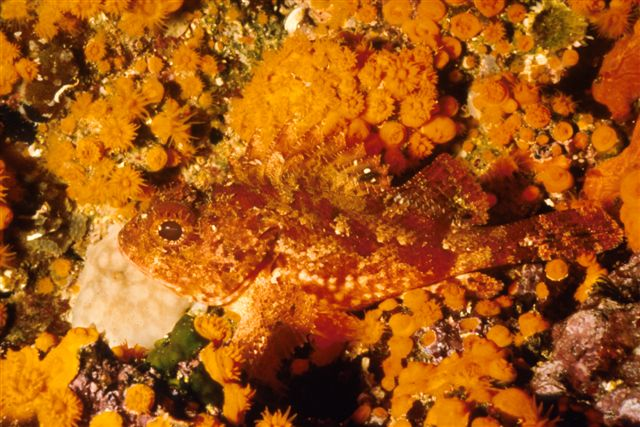
Exemplar fotografiat a Palerm (Sicília, Itàlia)